# Family office
Een family office is een (financiële) dienstverlener die één of meerdere generaties van een vermogende familie ondersteunt bij het beheer van het particulier vermogen. Als de organisatie een enkele familie ondersteunt wordt gesproken van een single-family office (SFO). Een organisatie die meerdere families ondersteunt wordt een multi-family office (MFO) genoemd.
Een family office bestaat uit een groep van medewerkers werkzaam binnen een rechtspersoon. De activiteiten van een family office zijn niet voor-gedefinieerd maar worden door de familie zelf vastgesteld. Ze kunnen onder andere bestaan uit het vermogensbeheer van beleggingen op de effectenbeurs, beleggen in private equity of het verwerven van onroerend goed.
De kosten van een family office bedragen gemiddeld 1% van het totale vermogen van de familie. In Nederland is een eigen family office bij de zeer vermogende families vrij algemeen. Het aantal family offices wereldwijd wordt geschat tussen de 7.000 en 12.000.

## Diensten

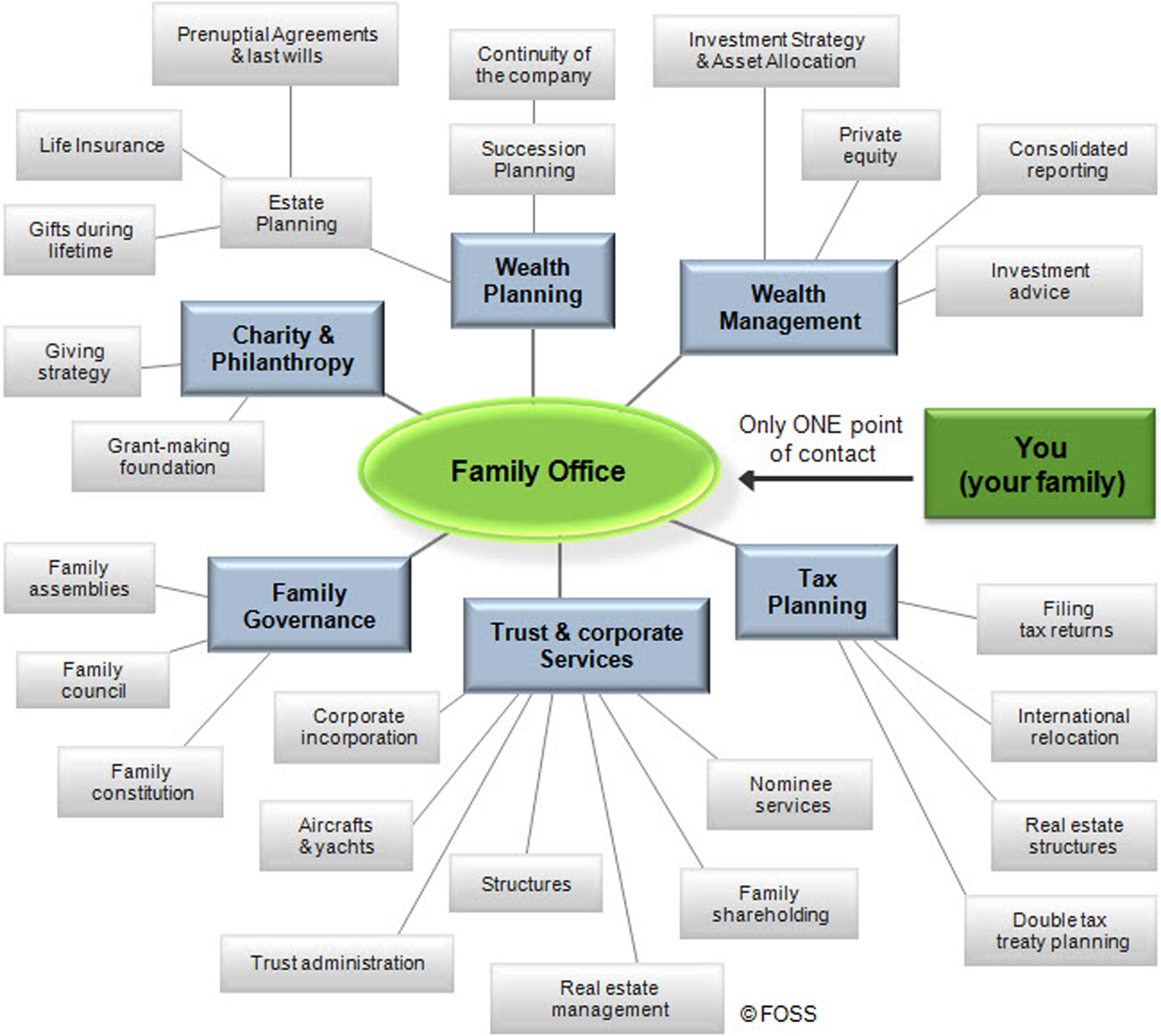
Overzicht van family office-diensten

De activiteiten van een family office zijn aanmerkelijk breder dan de activiteiten van een private bank. De family office richt zich ook op het veiligstellen en vermeerderen van het familievermogen voor toekomstige generaties, en het beschermen van de kernwaarden van de familie.
De meeste family offices ondersteunen hun cliënten met vermogensbeheer van beleggingen op de effectenbeurs, het coördineren van juridisch en fiscaal advies, en estate planning (vermogensoverdracht naar de volgende generatie). Diensten aangeboden door een family office kunnen onder andere bestaan uit:
- Juridisch en fiscaal advies
- Successieplanning
- Het beheren van trusts of Stichting Administratiekantoor
- Family governance
- Coaching van kinderen
- Beheer van onroerend goed
- Secretariële ondersteuning
- Vermogensregie
- Belastingadvies
- Het beheren van trusts of Stichting Administratiekantoor
- Advisering inzake private equity
- Het beheer en verwerven van onroerend goed binnen een beleggingsportefeuille
- Ondersteuning bij filantropie

## Multi-family office
Naast single-family offices bestaan er ook multi-family offices. Multi-family offices ondersteunen meer dan één familie.
Het aantal multi-family offices in Nederland en België is niet precies bekend, maar het zijn er in 2021 zeker enige tientallen.
Er zijn twee hoofdtypes:
- Multi-family offices die namens hun cliënten beleggen
- Multi-family offices die namens hun cliënten coördineren en/of toezicht houden[4]

Er bestaan ook private multi-family offices. Dit zijn family offices die een beperkt aantal families ondersteunen. Een private multi-family office heeft geen commercieel motief, en de kosten van de dienstverlening worden door deze families gedeeld.